# Anastasiya Karabelshchikova
Anastasiya Ígorevna Karabelshchikova –en ruso, Анастасия Игоревна Карабельщикова– (Gorki, URSS, 4 de febrero de 1985) es una deportista rusa que compitió en remo. Ganó tres medallas en el Campeonato Europeo de Remo entre los años 2013 y 2016.

## Palmarés internacional
| Campeonato Europeo | Campeonato Europeo     | Campeonato Europeo | Campeonato Europeo |
| Año                | Lugar                  | Medalla            | Prueba             |
| ------------------ | ---------------------- | ------------------ | ------------------ |
| 2013               | Sevilla (España)       | Medalla de bronce  | Ocho con timonel   |
| 2015               | Poznań (Polonia)       | Medalla de oro     | Ocho con timonel   |
| 2016               | Brandeburgo (Alemania) | Medalla de bronce  | Ocho con timonel   |